# Apollo GT
La Apollo GT è un'automobile sportiva statunitense prodotta tra il 1962 ed il 1965 ad Oakland (California).

## Storia
L'idea della Apollo nacque dal desiderio di Milt Brown, giovane ingegnere californiano, di realizzare una risposta americana alle GT europee quali le berlinette Ferrari e l'Aston Martin DB4. Nella sua ricerca di un carrozziere incontrò nel 1960 Frank Reisner, un ungherese trapiantato in America che l'anno precedente aveva fondato a Torino la Intermeccanica.
Basandosi sul progetto di Milt Brown, La Intermeccanica realizzò la carrozzeria in alluminio del prototipo e la inviò ad Oakland per l'assemblaggio. Il design del prototipo era di Ron Plescia, un amico di Milt Brown, e si rivelò sgraziato nel cofano e poco pratico nella visione posteriore; Reisner quindi incaricò Franco Scaglione, ex-designer della Bertone che ora lavorava in proprio, di perfezionarne la linea.
La versione definitiva era una coupé fastback oppure convertibile, con una carrozzeria in alluminio prodotta in Italia, dalle linee tipicamente europee, ma spinta da grossi motori V8 da 3,5 o da 5 litri di cilindrata forniti dalla Buick. L'auto iniziò ad essere commercializzata al prezzo di 6.000 dollari ed ebbe proprietari celebri come ad esempio Pat Boone.
La International Motor Cars vendette una quarantina di Apollo (incluso il prototipo disegnato da Ron Plescia) prima dell'interruzione della produzione per mancanza di fondi, a metà del 1964. Per permettere alla International Motor Cars di cercare fondi e per evitare il fallimento della Intermeccanica di Reisner, questa continuò a fornire carrozzerie alla texana Vanguard Industries che assemblò e vendette per un breve periodo alcune Apollo col nome di Vetta Ventura.
Un terzo tentativo di produrre la Apollo venne fatto qualche anno dopo dalla Apollo International Company di Pasadena (California), che riuscì a produrre e vendere una ventina di vetture.
Reisner quindi abbandonò il progetto Apollo per orientarsi su altri quali la Intermeccanica Italia IMX, la Griffith GT e la Griffin, basata su un prototipo di Apollo 2+2.
Complessivamente furono prodotte 90 Apollo.

## Specifiche tecniche
La Apollo venne commercializzata in due versioni che differivano per la cubatura del motore:
- Apollo 3500 GT
- Apollo 5000 GT

Il cambio era manuale a 4 rapporti, ma come optional si poteva avere un automatico a 3 rapporti.
La Apollo 3500 GT nella configurazione convertibile erogava 149 (ben presto portati a 168) kW di potenza a 5000 rpm, e 325 Nm di coppia a 3200 rpm. Secondo la casa poteva raggiungere i 212 (poi 241) km/h.